# Tesoura-do-campo
Caça-moscas-de-plumas ou tesoura-do-campo (Alectrurus risora) é uma espécie de ave da família Tyrannidae. A ave também é conhecida como bandeira-do-campo e guiraietapa.
Pode ser encontrada nos seguintes países: Argentina, Brasil, Paraguai e Uruguai.
Os seus habitats naturais são: campos de gramíneas subtropicais ou tropicais secos de baixa altitude.
Está ameaçada por perda de habitat.